# Brian Holm
Brian Holm Sørensen (ur. 2 października 1962 w Kopenhadze) – duński kolarz szosowy, dyrektor sportowy grupy Omega Pharma-Quick Step. Do 1989 roku używał nazwiska Brian Holm Sørensen, lecz nie chcąc być mylonym z Rolfem Sørensenem, zdecydował się na zmianę nazwiska na Holm.
Brian Holm przez większość zawodowej kariery pełnił w swoich drużynach funkcję pomocnika (domestique). W 1984 roku wygrał Grand Prix de la Ville de Lillers, w 1990 roku został mistrzem Danii w jeździe indywidualnej na czas. Rok później zwyciężył w klasyku Paryż-Bruksela oraz pół-klasyku Paryż-Camembert. Po przejściu na sportową emeryturę, został w 1998 roku dyrektorem sportowym drużyn Team Acceptcard (1999) oraz Team Fakta. Następnie prowadził duńską drużynę narodową oraz od 2003 do 2011 roku Team Telekom. W 2012 roku objął zespół Omega Pharma-Quick Step.
W maju 2007 roku przyznał się do dwukrotnego zażycia erytropoetyny w 1996 roku.